# Dzielawy
Dzielawy is een plaats in het Poolse district  Kędzierzyńsko-kozielski, woiwodschap Opole. De plaats maakt deel uit van de gemeente Polska Cerekiew en telt 171 inwoners.